# Theridion metabolum
Theridion metabolum är en spindelart som beskrevs av Chamberlin och Ivie 1936. Theridion metabolum ingår i släktet Theridion och familjen klotspindlar.
Artens utbredningsområde är Panama. Inga underarter finns listade i Catalogue of Life.